# Glendale Heights
Glendale Heights é uma vila localizada no estado americano de Illinois, no Condado de DuPage.

## Demografia
Segundo o censo americano de 2000, a sua população era de 31.765 habitantes.
Em 2006, foi estimada uma população de 32.349, um aumento de 584 (1.8%).

## Geografia
De acordo com o United States Census Bureau tem uma área de
14,0 km², dos quais 14,0 km² cobertos por terra e 0,0 km² cobertos por água.

## Localidades na vizinhança
O diagrama seguinte representa as localidades num raio de 8 km ao redor de Glendale Heights.